# JR貨物の車両形式
JR貨物の車両形式（ジェイアールかもつのしゃりょうけいしき）は、日本貨物鉄道（JR貨物）に在籍する、あるいは在籍した鉄道車両の一覧である。
JR貨物に所属する車両の新製・廃車・改造などについては国鉄分割民営化以降2009年度までは他の鉄道事業者と同様に鉄道雑誌・年鑑等へ前年度の情報を提供し公表していたが、2010年度以降、鉄道雑誌・年鑑へは一部を除き所属車両の動態についての公表や情報提供を行っていない。ただし鉄道貨物協会が発行している『貨物時刻表』へは機関車配置表を掲載している。このため、2010年代以降の所属車両は、機関車については 『貨物時刻表』の機関車配置表から引き続き検証可能ではあるが、貨車については依然として不明な状態となっている。

## 現有車両（貨車以外）

### 電気機関車
- 直流用
  - EF64形
  - EF65形
  - EF66形
  - EF210形
  - EH200形
- 交直両用
  - EF81形
  - EF510形
  - EH500形
- 交流用
  - ED76形
  - EH800形（複電圧式）

### ディーゼル機関車
- 液体式
  - DB500形
  - DE10形
  - DE11形
- 電気式
  - DD200形
  - DF200形

### ハイブリッド機関車
- HD300形

### 電車
- M250系

## 廃止車両（貨車以外）

### 電気機関車
- 直流用
  - ED62形
  - EF61形
  - EF67形
  - EF200形
- 交直両用
  - ED500形
  - EF500形
- 交流用
  - ED75形
  - ED79形

### ディーゼル機関車
- 液体式
  - DD51形

### 客車
- マニ30形（現金輸送用）

## 2010年4月1日時点の在籍貨車
本項目では先述した事情から、在籍車両については検証可能な範囲である2010年4月1日時点のものを記載する。私有貨車については「Category:日本貨物鉄道の私有貨車」を参照。
- コンテナ車
  - コキ5500形
  - コキ50000形
  - コキ71形
  - コキ72形
  - コキ100系
    - コキ100形・コキ101形
    - コキ102形・コキ103形
    - コキ104形
    - コキ105形
    - コキ106形
    - コキ107形
    - コキ110形

  - コキ200形
- 有蓋車
  - ワム80000形
- 無蓋車
  - トラ45000形
  - トキ25000形
- 長物車
  - チ1000形
  - チサ9000形
  - チキ5200形
  - チキ5500形
  - チキ6000形
  - チキ7000形
- 大物車
  - シキ180形
  - シキ550形[注釈 3]
  - シキ1000形
- 車掌車
  - ヨ8000形

## 2010年度以降に新製が発表された貨車
JR貨物では貨車の新たな在籍について直接情報を発表していないが、鉄道趣味誌や技術系雑誌などで検証可能な形で新型貨車について取り扱われることがある。ここでは2010年4月1日以降に導入が扱われた貨車について記載する。
- コンテナ車
  - コキ73形
48t積20ft・40ftコンテナ積載対応低床車。2016年1月に日本車輛製造で製造された[5]。

## 2009年度までに消滅した貨車
JR貨物では2010年度以降、同社に在籍する貨車の動態に対する公表がなく、検証可能な情報源で消滅を特定することが困難であるため、ここでは2009年度までに在籍したJR貨物所有の貨車を記載する。私有貨車については「Category:かつて日本貨物鉄道に在籍した私有貨車」を参照。
- コンテナ車
  - コキ10000形
  - コキフ10000形
  - コキ19000形
  - コキフ50000形
  - コキ60000形
  - コキ70形
- 有蓋車
  - ワ100形
  - ワキ5000形
  - ワキ9000形
  - ワキ50000形
- 無蓋車
  - トラ70000形
  - トラ90000形
  - トキ21500形
  - トキ23900形
- 長物車
  - チキ4700形
  - チキ100形
  - チキ900形
- 大物車
  - シキ100形
  - シキ500形
- 車運車
  - ク5000形
  - クキ900形
- 石炭車
  - セキ3000形
  - セキ6000形
  - セキ8000形
- ホッパ車
  - ホキ2200形
  - ホキ2500形
  - ホキ2800形
- 控車
  - ヒ300形（構内入換用）
  - ヒ600形（構内入換用）